# Wereldbeker schaatsen 2015/2016 - Teamsprint vrouwen
De teamsprint voor vrouwen voor de wereldbeker schaatsen 2015/2016 stond vier keer op het programma. De eerste was op 14 november 2015 in Calgary en de laatste was in Heerenveen op 11 maart 2016.
Het was de eerste keer dat de teamsprint een officieel onderdeel van de wereldbeker was en er was dus ook geen titelverdediger. China won twee van de vier wedstrijden en het klassement; Nederland werd tweede met één zege en Japan werd met ook één zege derde.

## Podia
| Wedstrijd:     | Goud:                                                  | Tijd       | Zilver:                                                      | Tijd    | Brons:                                             | Tijd                  |
| Calgary        | Japan Erina Kamiya Nao Kodaira Maki Tsuji              | 1.26,82 WR | China Li Qishi Yu Jing Zhang Hong                            | 1.27,08 | Canada Noémie Fiset Marsha Hudey Heather McLean    | 1.28,39               |
| Salt Lake City | China Li Qishi Yu Jing Zhang Hong                      | 1.24,65 WR | Rusland Nadezjda Asejeva Olga Fatkoelina Jekaterina Sjichova | 1.26,07 | Japan Erina Kamiya Nao Kodaira Maki Tsuji          | 1.26,62               |
| Heerenveen (1) | Nederland Margot Boer Floor van den Brandt Janine Smit | 1.29,23    | Rusland Nadezjda Asejeva Olga Fatkoelina Jekaterina Sjichova | 1.29,64 | geen brons uitgereikt                              | geen brons uitgereikt |
| Heerenveen (2) | China Li Qishi Yu Jing Zhang Hong                      | 1.28,98    | Japan Erina Kamiya Nao Kodaira Maki Tsuji                    | 1.29,98 | Nederland Margot Boer Janine Smit Bo van der Werff | 1.30,04               |

## Eindstand
| #      | Land        | Schaatssters                                        | CAL | SLC | HEE1 | HEE2 | Totaal |
| ------ | ----------- | --------------------------------------------------- | --- | --- | ---- | ---- | ------ |
| Goud   | China       | Li, Yu, Zhang                                       | 80  | 100 | 0    | 150  | 330    |
| Zilver | Nederland   | Van Beek, Boer, Van den Brandt, Smit, Van der Werff | 60  | 50  | 100  | 104  | 314    |
| Brons  | Japan       | Kamiya, Kodaira, Tsuji                              | 100 | 70  |      | 120  | 290    |
| 4      | Rusland     | Asejeva, Fatkoelina, Ryzjova, Sjichova              | 0   | 80  | 80   |      | 160    |
| 5      | Canada      | Fiset, Hudey, Irvine, McLean                        | 70  | 60  | 0    |      | 130    |
| 6      | Wit-Rusland | Michajlova, Sadovskaja, Zoejeva                     | 50  | 40  |      |      | 90     |
| 7      | Zuid-Korea  | Jang, Kim H.-y., Kim M.-s., Park                    |     | 45  | 0    |      | 45     |
| 8      | Noorwegen   | Bøkko, Njåtun, Ripsrud                              |     |     | 0    |      | 45     |

2015/2016 · 
2016/2017 · 
2017/2018 · 
2018/2019 · 
2019/2020 · 
2020/2021 · 
2021/2022 · 
2022/2023 · 
2023/2024 · 
2024/2025